# 齊頃公
齊頃公（？—前582年），姜姓，名無野，齊惠公之子。在位期間執政為高固、國佐。姬妾聲孟子，生有继承人齐灵公。

## 簡介
前592年春，晋景公派遣郤克到齐国参加会盟。齐顷公让母亲萧同叔子躲在帷幕中，觀看郤克跛腳的樣子，萧同叔子卻邊看邊恥笑郤克的跛腳，郤克生气，出来发誓说：“不报复这次耻辱，就不渡过黄河！”《春秋谷梁传》说：“齐之患，必自此始矣！”
前589年齊頃公率軍南下攻魯國龍邑（山東泰安東南），寵臣盧蒲就癸被殺，頃公怒而攻至巢丘（今山東泰安境内）。前589年頃公在鞍之戰大敗，齊頃公被晉軍追逼，“三周華不注”，差點被俘，幸得大臣逢丑父相救，二人互換衣服，佯命齊頃公到山腳華泉取水，得以逃走。宋代曾鞏《登華山》詩：“丑父遺忠無處問，空餘一掬野泉甘。”
後來齊國國勢趨衰。齊頃公變得低調內歛，周濟窮人，照顧鰥寡，頗得民心。